# Heavy (Dotan)
Heavy è un singolo di Dotan, pubblicato il 10 aprile 2024.

## Tracce
1. Heavy – 3:49